# Misato Katsuragi
Misato Katsuragi (葛城 ミサト, Katsuragi Misato) er en fiktiv karakter fra Neon Genesis Evangelion-serien skabt af Gainax. Hun er driftsdirektør hos NERV, i første omgang med rang af kaptajn; hun bliver senere forfremmet til major. I Rebuild of Evangelion er Misatos rang oberstløjtnant. Hendes opgaver hos NERV omfatter at fungere som feltkommandør for Eva-piloterne, udstede ordrer og videregive kampstrategier samt behandle input fra Ritsuko Akagi og teknikerne, der overvåger Evas. Hun varetager også mange bureaukratiske aspekter af NERVs drift.
I begyndelsen af serien bringer Misato først Shinji Ikari til NERV og er i stand til at overbevise ham om at pilotere Eva Unit 01. Hun vælger derefter at få Shinji til at flytte ind hos hende i stedet for at bo alene, og tager senere Asuka Langley Soryu ind. Efterhånden som serien skrider frem, lærer hun gennem sin tidligere elsker Ryoji Kaji sandheden bag Human Instrumentality Project og dybderne af bedrag, som NERV og SEELE er gået for at holde projektet hemmeligt, selv for hende.
 Der er for få eller ingen kildehenvisninger i denne artikel, hvilket er et problem. Du kan hjælpe ved at angive troværdige kilder til de påstande, som fremføres i artiklen.